# Зозуля вусата
Зозу́ля вусата (Hierococcyx vagans) — вид зозулеподібних птахів родини зозулевих (Cuculidae). Мешкає в Південно-Східній Азії.

## Опис
Довжина птаха становить 25-30 см, вага 58-63 г. Тім'я і потилця сірі, скроні білі, під дзьобом чорвуваті "вуса". Верхня частина тіла коричнева, хвіст поцяткований коричневими смугами, кінець хвоста охристий або білий. Махові пера мають білі края. Нижня частина тіла кремово-біла, поцяткована чорнуватими смужками. Очі темно-карі або сірі, навколо очей жовті кільця. Дзьоб чорний, лапи оранжево-жовті. У молодих птахів спина і крила чорнуваті, на грудях чорні смуги. У молодих птахів також є "вуса".

## Поширення і екологія
Вусаті зозулі мешкають на Малайському півострові, на Суматрі і Калімантані, а також на південному сході Таїланду та на півдні Лаосу. Вони живуть у вологих рівнинних тропічних лісах і на узліссях, в густих кронах дерев. Зустрічаються на висоті до 900 м над рівнем моря. Живляться комахами і дрібними плодами. Іноді приєднуються до змішаних зграй птахів. Вусатим зозулям притаманний гніздовий паразитизм. Вони підкладають яйця в гнізда рудкрилим філентомам і бурим тординам. Сезон розмноження вусатих зозуль триває з червня по серпень.

## Збереження
МСОП класифікує стан збереження цього виду як близький до загрозливого. Білогорлим зозулям загрожує знищення природного середовища.